# FRK Atletas
FRK Atletas Kaunas é um clube de futebol profissional lituano da cidade de Kaunas que joga o Campeonato Lituano de Futebol. O clube foi fundado em 2005 e foi dissolvido em 2013.